# Муравьёв, Владимир Николаевич
Владимир Николаевич Муравьёв (10 [23] января 1914, Саратов, Российская империя — 28 августа 1973, Москва, СССР) — советский российский актёр театра и кино, народный артист РСФСР (1968).

## Биография

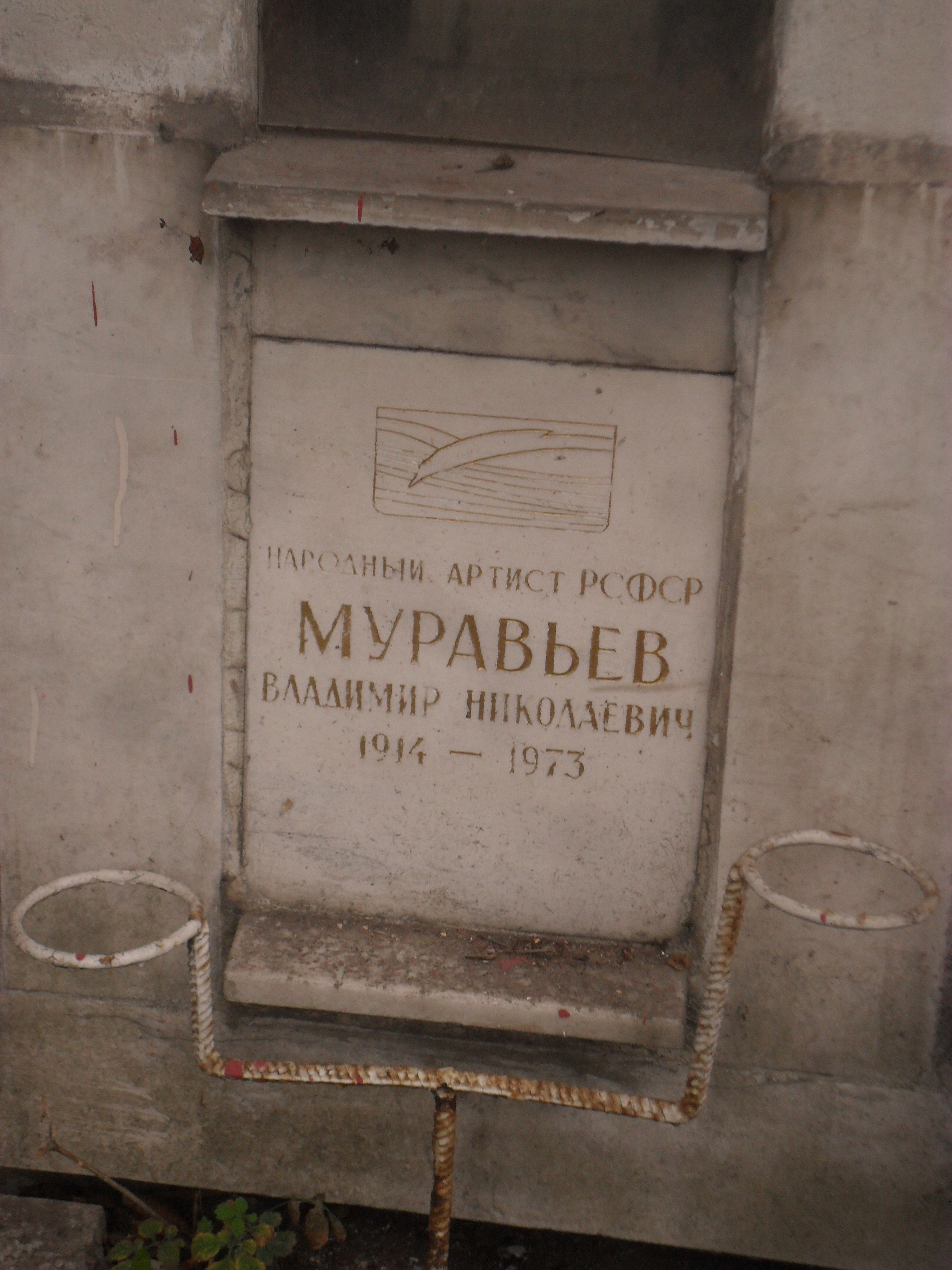
Плита колумбария Муравьёва на Новодевичьем кладбище Москвы.

Владимир Муравьёв родился 10 (23) января 1914 года в Саратове. В 1940 году окончил ГИТИС. На профессиональную сцену вышел ещё в 1932 году на сцене Саратовского театра драмы, после чего работал в театрах Махачкалы, Воронежа, Сталинграда, в Центральном театре Советской Армии. С 1945 года служил во МХАТе.
Умер в Москве 28 августа 1973 года, похоронен на Новодевичьем кладбище.

## Творчество

### Роли в театре
Центральный театр Советской Армии
- 1943 — «Нашествие» — Колесников
- 1944 — «Сталинградцы» Чепурина — Шелест
- «Непобедимые» А. Н. Арбузова — Сугробов

МХАТ имени М. Горького
- 1946 — «Офицер флота» А. А. Крона — матрос Соловцов
- 1948 — «Двенадцать месяцев» С. Я. Маршака — Декабрь
- 1949 — «Домби и сын» по Ч. Диккенсу — Тутс
- 1953 — «Дачники» М. Горького — Дудаков
- 1955 — «Двенадцатая ночь» У. Шекспира — сэр Тоби Бэлч
- 1957 — «Ученик дьявола» Б. Шоу — майор Суиндон
- 1960 — «Смерть коммивояжёра» А. Миллера — Вилли Ломен
- 1962 — «Дом, где мы родились» П. Когоута — доктор Плахи
- 1962 — «Горячее сердце» А. Н. Островского — Силантий
- 1964 — «Иду на грозу» по Д. Гранину — Голицын
- 1967 — «Тяжкое обвинение» Л. Р Шейнина — Приходько
- 1968 — «Жил-был каторжник» Ж. Ануйя — Людовик
- 1968 — «Дни Турбиных» М. А. Булгакова — Фёдор
- 1970 — «Единственный свидетель» А. С. и П. Л. Тур — Рощин
- «Мещане» — Тетерев
- «На дне» М. Горького — Медведев

### Фильмография
- 1956 — Убийство на улице Данте — Журдан
- 1957 — Хождение по мукам 1-я серия — Сёстры
- 1957 — Семья Ульяновых
- 1957 — На острове Дальнем… — Генька
- 1957 — Борец и клоун — приятель Фиша
- 1958 — Идиот — Фердыщенко
- 1958 — Хождение по мукам 2-я серия — Восемнадцатый год — Булавин
- 1959 — Песнь о Кольцове — эпизод
- 1961 — Человек ниоткуда — начальник отделения милиции
- 1963 — Это случилось в милиции — Зубарев Михаил Константинович
- 1963 — Теперь пусть уходит — доктор Эдж
- 1963 — Тропы Алтая — профессор
- 1963 — Понедельник — день тяжёлый
- 1964 — Живые и мёртвые — редактор газеты, батальонный комиссар
- 1964 — Товарищ Арсений — чиновник из Петербурга
- 1965 — Учитель словесности — Ипполит Ипполитович Рыжицкий
- 1966 — Тени Старого Замка — Альберт Ребане, преподаватель химии
- 1966 — Неизвестная...
- 1967 — Путь в «Сатурн» — Завгородний
- 1967 — Исход — доктор Баурих
- 1968 — Конец «Сатурна» — Завгородний
- 1969 — Свой — Захар Дмитриевич Мамонов, осуждённый жулик-строитель

## Признание и награды
- Заслуженный артист РСФСР (1957)[2]
- Народный артист РСФСР (1968)